# Créatures célestes
Pour plus de détails, voir Fiche technique et Distribution.
Créatures célestes (Heavenly Creatures) est un film dramatique néo-zélandais réalisé par Peter Jackson, sorti en 1994. L'histoire est basée sur un fait divers survenu en Nouvelle-Zélande en 1954, l'affaire Parker-Hulme : deux adolescentes, liées par un amour passionné, avaient tué la mère de l'une d'entre elles qui voulait leur interdire de se voir. Le film révéla notamment Kate Winslet et Melanie Lynskey, qui font leurs débuts au cinéma.

## Synopsis
Deux jeunes filles, Juliet et Pauline, vivent un puissant amour. Leur entourage familial, s'inquiétant de les voir s'enfermer dans le monde imaginaire qu'elles se sont créé, va alors tenter de les séparer. Les conséquences seront tragiques…

## Fiche technique
Sauf indication contraire, les informations mentionnées dans cette section peuvent être confirmées par la base de données cinématographiques IMDb,  présente dans la section « Liens externes ».
- Titre francophone : Créatures célestes
- Titre original : Heavenly Creatures
- Réalisation : Peter Jackson
- Scénario : Fran Walsh et Peter Jackson
- Musique : Peter Dasent (en)
- Décors : Grant Major
- Photographie : Alun Bollinger (en)
- Producteur : Jim Booth (en)
- Sociétés de production : WingNut Films, Fontana Productions et New Zealand Film Commission (en)
- Société de distribution : Miramax Films
- Budget : 5 000 000 $ (estimation)
- Pays de production :  Nouvelle-Zélande
- Langue originale : anglais, quelques dialogues en français
- Genre : drame, biographie
- Durée : 99 minutes, 108 minutes (version longue)
- Format : couleur - 2.35:1
- Dates de sortie :
  - Italie : 2 septembre 1994 (Mostra de Venise)
  - Canada : 12 septembre 1994 (festival de Toronto)
  - Nouvelle-Zélande : 14 octobre 1994
  - France : 3 juillet 1996
- Classifications :
  - Nouvelle-Zélande : PG
  - France : interdit aux moins de 12 ans

## Distribution
| - Melanie Lynskey (VF : Sylvie Jacob ; VQ : Aline Pinsonneault) : Pauline Parker - Kate Winslet (VF : Aurélia Bruno ; VQ : Christine Bellier) : Juliet Hulme - Sarah Peirse (VQ : Isabelle Miquelon) : Honora Parker - Diana Kent (en) (VQ : Élise Bertrand) : Hilda Hulme - Clive Merrison (en) (VF : Jean Lescot ; VQ : René Gagnon) : Henri Hulme - Simon O'Connor (en) (VQ : Jacques Lavallée) : Herbert Rieper - Jed Brophy (VQ : Renaud Paradis) : John / Nicholas - Peter Elliott (en) : Bill Perry - Gilbert Goldie (VQ : Yves Corbeil) : Dr Bennett - Geoffrey Heath : le révérend Norris - Kirsti Ferry : Wendy - Ben Skjellerup : Jonathan Hulme - Darien Takle : Miss Stewart - Elizabeth Moody (en) : Miss Waller | - Liz Mullane : Mme Collins - Moreen Eason : Mme Stevens - Pearl Carpenter : Mme Zwartz - Lou Dobson : grand-mère Parker - Jesse Griffin : Laurie - Glen Drake : Steve - Raewyn Pelham : Laura - Toni Jones : Agnes Ritchie - Glenys Lloyd-Smith : Miss Digby - Wendy Watson : Mme Bennett - Jean Guérin : Orson Welles - Stephen Reilly : Mario Lanza - Andrea Sanders : Diello - Ben Fransham : Charles - Jessica Bradley : Pauline, 5 ans |

## Sortie et accueil

### Critique
Le film obtient des critiques unanimement favorables de la part de la presse, obtenant un taux de 93% d'opinions positifs sur le site Rotten Tomatoes, pour 56 critiques collectées et une moyenne de 8,3⁄10 et un score de 86⁄100 sur le site Metacritic, pour 31 critiques collectées.

### Box-office
Le résultat au box-office s'avère être limité en dépit du bon accueil critique du film, ne rapportant qu'environ 5 440 000 $ de recettes mondiales, dont 3 049 135 $ de recettes aux États-Unis et 2 392 034 $ à l'international. En Nouvelle-Zélande, le film a rapporté 1 012 500 NZD. En France, le film totalise 152 736 entrées.
Malgré ce succès restreint au box-office, le film connaît une fréquentation en salles honorable, dont les États-Unis, où il est distribué dans 57 salles. Sur le territoire américain, il débute sur deux écrans à New York (Angelika Film Center et Lincoln Plaza) et a enregistré le plus gros chiffre d'affaires par écran du week-end avec un montant brut moyen de 15 796 $, soit 41 323 $ au cours de ses 5 jours d'ouverture,.

## Distinctions

### Récompenses
- Empire Awards : Meilleure actrice britannique pour Kate Winslet
- Festival international du film fantastique de Gérardmer : Grand Prix
- London Film Critics' Circle : 
  - Directeur de l'année pour Peter Jackson
  - Actrice britannique de l'année pour Kate Winslet
- National Board Review : Meilleurs 10 films
- New Zealand Film and Television Awards : 
  - Meilleure Actrice pour Melanie Lynskey
  - Meilleure Actrice dans un second rôle pour Sarah Peirse
  - Meilleur Performateur Étranger / Meilleure Performatrice Étrangère pour Kate Winslet
  - Meilleur Directeur pour Peter Jackson
  - Meilleure Musique de Film pour Peter Dasent (en)
  - Meilleur Montage pour Jamie Selkirk
  - Meilleur Bande Son pour Mike Hopkins, Greg Bell et Michael Hedges
  - Meilleur Design pour Grant Major
  - Meilleure Contribution au Design pour Richard Taylor et George Port
- Festival International du Film de Toronto : Metro Media Award
- Festival du Film de Venise : Lion d'Argent

### Nominations
- Oscar du meilleur scénario original pour Peter Jackson et Fran Walsh[9]
- Chicago Film Critics Association : Meilleur Film de Langue Étrangère[9]
- Festival International du Film de Chicago : Meilleur Long Métrage[9]
- London Film Critics Circle : Film de l'année[9]
- Los Angeles Film Critics Association Awards : Meilleur film (2e Place)[9]
- New Zealand Film and Television Awards : Meilleure Cinématographie[9]
- Writers Guild of America Award : Meilleur Scénario écrit Directement pour l'écran (petit ou grand) pour Peter Jackson[9]

## Autour du film
- Créatures Célestes  est la seconde adaptation cinématographique de la célèbre affaire Parker-Hulme après celle de Joël Séria en 1971, Mais ne nous délivrez pas du mal. Contrairement à ce dernier, le film de Peter Jackson a été tourné sur les lieux mêmes du drame.
- Après le lancement du film, il a été découvert que Juliet Hulme écrivait des romans policiers historiques sous le pseudonyme d'Anne Perry.

## Commentaires
(décembre 2023).
- Si vous ne connaissez pas le sujet, laissez ce bandeau (vous pouvez alors contacter les auteurs).
- Si vous supprimez le contenu mis en cause (vous pouvez préalablement contacter les auteurs),

argumentez précisément cette suppression dans la page de discussion
(un manque de référence n'est pas un argument ; une recherche réelle de référence doit avoir été effectuée, être formellement documentée).
Ne voulant pas diaboliser les jeunes filles (comme l'avait fait la presse à l'époque des faits réels, dans les années 1950) le film explique simplement le point de vue de celles-ci, y compris à travers les mondes imaginés par les filles, comme le Quatrième Monde (une sorte de Paradis imaginé par les deux amies) et le pays imaginaire de Borovnia. Toute l'histoire se base sur le journal qu'une des deux filles a tenu en 1953 et en 1954 jusqu'au jour du meurtre. Les jeunes filles n'ont été condamnées qu'à cinq ans de prison, en raison de leur jeune âge.